# (614) Пиа
(614) Пиа (итал. Pia) — астероид главного пояса, который относится к тёмному спектральному классу C. Он был открыт 11 октября 1906 года немецким астрономом Августом Копффом в Гейдельбергской обсерватории и назван в честь обсерватории в Триесте, в которой работал немецкий астроном Йоханн Непомук Кригер.